# Watercolors
| Recensione | Giudizio |
| ---------- | -------- |
| AllMusic   | [ 2 ]    |

Watercolors è un album discografico del chitarrista jazz statunitense Pat Metheny, pubblicato dall'etichetta discografica ECM Records nel 1977.

## Tracce

### LP
Lato A
Musiche di Pat Metheny.
1. Watercolors – 6:28
2. Icefire – 6:07
3. Oasis – 4:02
4. Lakes – 4:43

Lato B
Musiche di Pat Metheny.
1. River Quay – 4:56
2. Suite – 4:58
3. Sea Song – 10:16

## Formazione
- Pat Metheny - chitarra, chitarra a 12 corde, chitarra arpa a 15 corde
- Lyle Mays - pianoforte
- Eberhard Weber - contrabbasso
- Dan Gottlieb - batteria

Note aggiuntive
- Manfred Eicher - produttore
- Registrazioni effettuate nel febbraio del 1977 al Talent Studios di Oslo, Norvegia
- Jan Erik Kongshaug - ingegnere delle registrazioni
- Lajos Keresztes - fotografia copertina album originale
- Dieter Bonhorst - layout copertina album originale[3]